# Каберне-совиньон
Каберне́-совиньо́н (фр. Cabernet Sauvignon) — сорт винограда, используемый для производства полнотелых красных вин. Наиболее распространённый и культивируемый сорт в мире (за исключением периода с 1990-х до 2015 года, когда пальма первенства принадлежала мерло).
Появился в XVII веке в Бордо как результат скрещивания Каберне Фран и Совиньон Блан. В XVIII веке именовался Petite Vidure, причём ампелографы того времени видели в этом названии искажение Bidure (якобы производное от «Битурика», названия одной из древнеримских лоз, упоминаемых у Плиния Старшего).

## Сельскохозяйственные свойства
Сорт с повышенной устойчивостью к заболеваниям мильдью и серой гнили. Лучше многих других сортов противостоит филлоксере и слабо повреждается гроздевой листовёрткой. Цветок обоеполый. Каберне-совиньон относительно морозо- и засухоустойчив. В целом неприхотлив: растёт в самых разных климатических условиях и не требует сложного возделывания.
По причине относительно позднего вызревания жизнеспособен только в умеренно-тёплом климате: ему не всегда удаётся достичь полного созревания даже на своей родине в Бордо. Доля этого сорта в купажах бордоских вин наиболее велика в Медоке, чуть ниже — в Граве и ещё ниже — на правом берегу Жиронды.

## Вина из каберне-совиньона
Один из самых мелкоплодных сортов технического винограда, каберне-совиньон придаёт вину очень насыщенный вкус и высокую терпкость, объясняющуюся высоким содержанием танинов. Сортовое вино кажется во рту тяжёлым или средне-тяжёлым, после глотка возникает ощущение сухости нёба. В качестве определяющей вкусовой особенности зрелого каберне-совиньона называют чётко различимый привкус чёрной смородины.
Если ягоды не до конца созрели, то проступают травянистые тона совиньон-блана; это свойственно каберне-совиньону из винодельческих регионов с относительно прохладным климатом. Для калифорнийского каберне характерен привкус зелёного стручкового перца, который нравится не всем потребителям.
Часто для смягчения слишком насыщенного вкуса каберне-совиньона в купаж (ассамбляж) добавляют другие, более «мягкие» сорта — в классическом варианте мерло. У виноделов Нового Света вкус каберне-совиньона часто ещё более насыщен, чем в Европе. Сильный вкус вин из каберне-совиньона может заглушить вкус лёгких блюд, поэтому в ресторанах данные вина часто подают с жирным мясом, жареными и копчёными блюдами.

### Органолептические свойства
- фруктовые тона: чёрная смородина, черника и черноплодная рябина;
- цветочные тона: фиалка, чёрный перец, аспарагус и зелёные оливки;
- тона специй: имбирь, зелёный болгарский перец и душистый перец;
- тона, появляющиеся после выдержки в бочке: ваниль, дым, кожа, кедр и сигарный хьюмидор.

## Потомки
- Рубиновый Магарача — гибрид каберне-совиньона с популярным в черноморском регионе сортом саперави, выведенный в ялтинском институте «Магарач»